# Ata Kak
Ata Kak (* 29. September 1960 in Kumasi, Ghana), bürgerlicher Name Yaw Atta-Owusu, ist ein ghanaischer Highlife- und Hip-House-Produzent, dessen 1994 publiziertes Debütalbum Obaa Sima im Jahr 2006 weltweit Popularität erlangte. Zuvor war seine Identität über zwei Jahrzehnte hinweg kaum bekannt.

## Leben
Yaw Atta-Owusu und seine Frau Mary flohen im Jahr 1985 aufgrund eines Militärputsches nach Dortmund. Dort nahm er Deutschunterricht und wollte studieren. Als sein erster Sohn zur Welt kam, musste er die junge Familie jedoch mit kurzfristigen Beschäftigungen als Erntehelfer und Englischlehrer über Wasser halten. Nach einem Umzug in die Nähe Düsseldorfs wurde er – ohne musikalische Vorkenntnisse, aber mit einem großen Interesse an Musik – Drummer in einer Reggae-Band. Nach kurzer Zeit übte er sich im Gesang und wurde zusätzlich Leadsänger der Band. Da ihn das Covern der Songs anderer Bands unterforderte, begann er bald auch mit dem Songwriting.
Nach seinem Umzug nach Toronto im Jahr 1989 wurde er dort Mitglied und Songwriter der Highlife-Band Marijata und arbeitete nebenbei als Koch und als Musiklehrer in einer Kirche. Nach zwei Jahren verließ er die Band, besorgte sich Equipment aus zweiter Hand und begann, in seiner Wohnung in Ontario Musik zu schreiben und gemeinsam mit einem Freund aufzunehmen. Dabei ließ er sich vor allem von Funk, Reggae und Highlife inspirieren, aber auch von Popgrößen wie Michael Jackson, Stevie Wonder, The Bee Gees und Elvis Presley. Ein Auftritt der Hiphop-Pioniere Grandmaster Flash & The Furious Five beeindruckte ihn stark und er begann, auf seiner Muttersprache Twi zu rappen – vermutlich als erster Interpret überhaupt, da die junge Hiphop-Szene Ghanas auf Englisch rappte. Diese verschiedenen Einflüsse halfen ihm dabei, seinen eigenen Stil zu kreieren. Unter dem Künstlernamen Ata Kak, der in etwa „kleiner Zwillingsbruder“ bedeutet, konnte er im Jahr 1994 sein erstes Album Obaa Sima produzieren. Ohne Label und ohne Wege, seine Musik zu publizieren, schickte er die Aufnahmen seinem Bruder in Ghana in der Hoffnung, dieser könne ihm helfen. Sein Bruder designte mit einem befreundeten Universitätsprofessor das Cover, konnte dem Album aber auch keinen Erfolg verschaffen. Gerade einmal 50 Kassetten wurden produziert, die sich nicht verkauften und das Album geriet bald in Vergessenheit.

## Entdeckung
Das Obaa Sima-Tape blieb lange Zeit unbekannt, bis der Musikethnologe und Blogger Brian Shimkovitz es während eines Auslandssemesters in Ghana im Jahr 2002 an einem Straßenstand entdeckte. Im Jahr 2006 machte er es auf seinem Blog Awesome Tapes from Africa zugänglich, als erstes aus seiner afrikanischen Kassettensammlung. 2011 gründete Shimkovitz ein gleichnamiges Label mit dem Ziel, die Identität des Künstlers ausfindig zu machen. Mehrere Jahre gelang es ihm nicht, bis er über Umwege an die Handynummer seines Sohns gelangte und Kontakt zu dem mittlerweile wieder in Ghana lebenden Yaw Atta-Owusu herstellen konnte. Erfreut über das Interesse an den 22 Jahre zurückliegenden Aufnahmen stimmte Yaw einem Re-Release zu.

## Rezeption
Die Wiederauflage von Obaa Sima im Jahr 2015 erhielt begeisterte Reviews aus aller Welt und wurde in vielen Magazinen, Radiostationen und Veranstaltungen behandelt.
Nach dem großen Erfolg des Re-Release wird Yaw mittlerweile von Shimkovitz und einem Agenten unterstützt und ging 2016 auf Tour mit weiteren Musikern aus London. In einem Interview mit FACT kündigte er an, nach der Tour neue Songs aufzunehmen – diesmal mit besserem Equipment und einer Band.
2017 drehte die Red Bull Music Academy eine Dokumentation unter dem Titel Ata Kak - Time Bomb über ihn.
Im Januar 2024 zeichnete das Arte-Popkulturmagazin Tracks den musikalischen Werdegang Atta-Owusus und die Geschichte seines Durchbruchs, 15 Jahre nach der Veröffentlichung von Obaa Sima unter dem Titel Tapemania 2 – Westafrika nach.

## Diskografie

### Studioalben
- 1994: Obaa Sima (Wiederveröffentlichung: Awesome Tapes From Africa, 2015)

### Singles
- 2015: Obaa Sima (Awesome Tapes From Africa)
- 2015: Daa Nyinaa (Awesome Tapes From Africa)

### Gastbeiträge als Perkussionist

#### Studioalben
- 1992: Wo Nti Mewu von Nana Agyemang Badu Opambuo und Marijata
- o. J.: Twa Me Last Special von Wofa Agyei und The Kingsters International
- o. J.: Ma Ndaadame von Marijata